# شوك النار المفرض
شوك النار المفرض (الاسم العلمي:Pyracantha crenulata) هو نوع من النباتات يتبع جنس شوك النار من الفصيلة الوردية.